# Air Tractor
Air Tractor Inc est une entreprise de construction aéronautique américaine installée à Olney (Texas), spécialisée dans la construction d'avions de travail agricole.

## Leland Snow

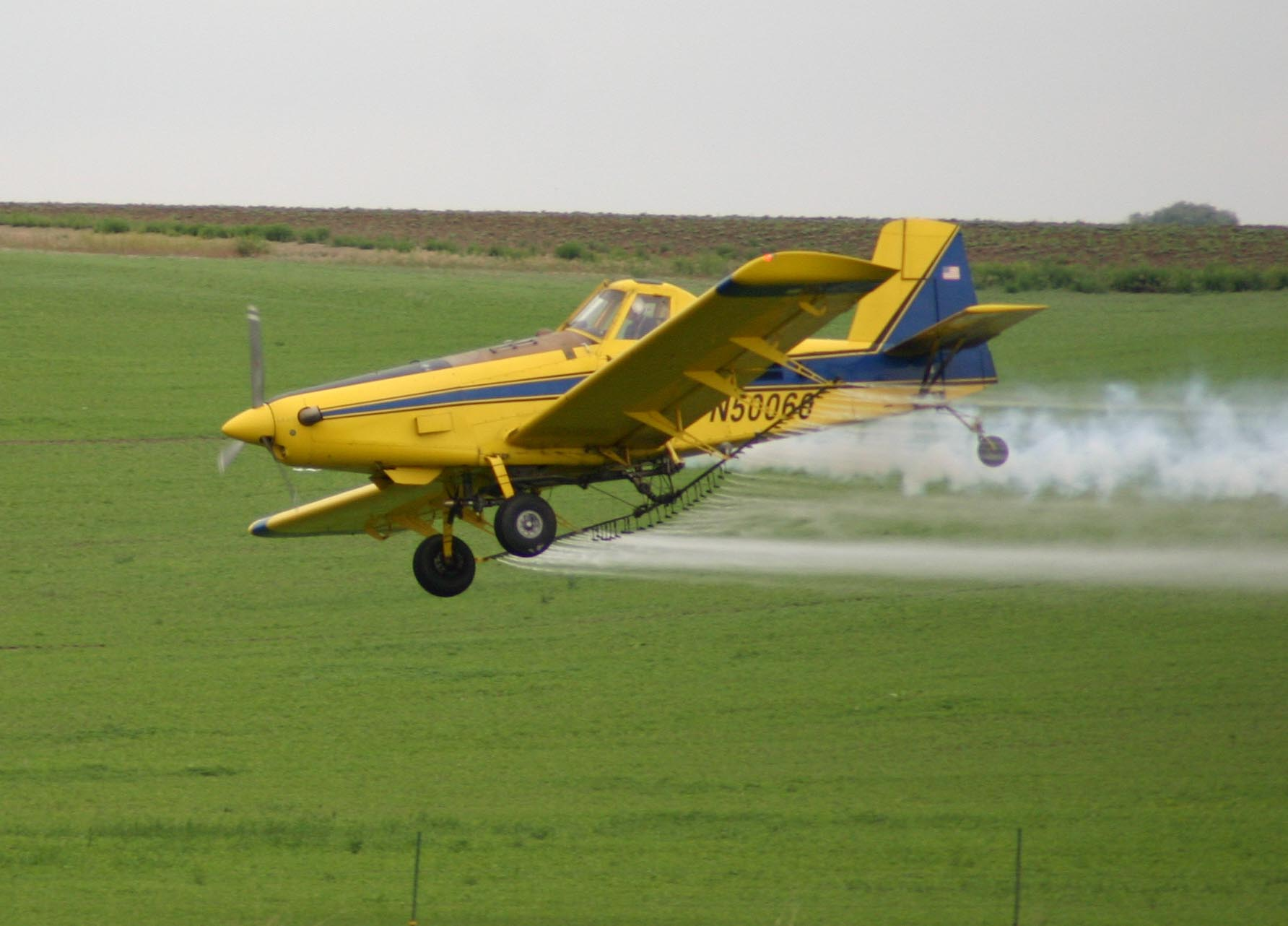
Un Air Tractor 402

Leland Snow avait 23 ans en 1953 quand il fit voler pour la première fois à Harlingen, Texas, un avion agricole de sa conception, le Snow S-1. Le premier appareil de série, le Snow S-2B, prit l’air en 1959 à Olney, où la Snow Aeronautical Company s’était installée quelques mois plus tôt. En 1964 la Snow Aeronautical Company fut rachetée par Rockwell-Standard Corporation et le Snow S-2 devint le Thrush Commander. En 1970 Rockwell transféra la production des avions agricoles du Texas à Albany, Géorgie. 

## Air Tractor, une entreprise et un produit
En 1973 Leland Snow retourna au Texas et créa à Olney la société Air Tractor Inc, afin de produire un nouvel appareil de travail agricole. Dérivé du Snow S-2B, le Model AT-300 Air Tractor effectua son premier vol en 1973. Le modèle de série AT-301 vola fin 1974 et 20 appareils furent livrés en 1975.
De nouvelles versions apparurent, équipées soit d’un moteur en étoile soit d’une turbine Pratt & Whitney PT6A, et en 1993 Air Tractor a livré son 1100e avion. Une nouvelle usine a été construite à Olney en 1996.
En 2004, Air Tractor Inc a livré son 2000e Air Tractor.